# Luostarinmäki
Das Kunsthandwerksmuseum von Luostarinmäki (finnisch Luostarinmäen käsityöläismuseo, schwedisch Hantverksmuseet på Klosterbacken) ist ein Freilichtmuseum im II. Stadtteil von Turku, Finnland. Das Museum besteht aus Holzhäusern, welche im 18. und frühen 19. Jahrhundert erbaut wurden, die an ihrem ursprünglichen Standort erhalten sind. Das Gebiet des Museums war das größte Gebiet, das 1827 von einem großen Stadtbrand nicht zerstört wurde. Als das Museum 1940 eröffnet wurde, war es das einzige erhaltene alte Wohngebiet in Turku. Seit der Zeit des Stadtbrandes wurden keine baulichen Veränderungen vorgenommen. Auf Modernisierungen im Inneren der Häuser wurde ebenfalls verzichtet, so dass das Museum einen realistischen Eindruck von den Lebensumständen zu Beginn des 19. Jahrhunderts gibt.
Im Museum werden zeitgenössische kunsthandwerkliche Produkte hergestellt und verkauft. 